# 緋縅力弥 (1772年生)
緋縅 力弥（ひおどし りきや、緋縅力彌、明和9年（1772年） - 文政13年2月22日（1830年3月16日））は、江戸時代の大関。安芸国山県郡川戸（現・広島県北広島町）出身。本名、森脇 勝五郎。身長177cm、体重116kg。
幕内生活21年という、驚異的な長期間の活躍が記録されている。上位陣にはあまり通じなかったが、下位には順当に取りこぼし少なく、かつ運良く1場所だけ大関に昇進した。引退後は「赤翁」と称し、養子であった錦幸太郎改め、2代目緋縅力弥（緋縅力弥）の活躍を楽しみとした。

## 成績
- 幕内在位：33場所
- 幕内成績：147勝49敗92休13分5預15無
- 大関在位：1場所
- 大関成績：0勝0敗10休

### 場所別成績
| 1794年 | x                       | 三段目 –                 |
| 1795年 | x                       | 東幕下10枚目 6–3 1預     |
| 1796年 | 東幕下9枚目 4–5         | 東幕下10枚目 0–0         |
| 1797年 | x                       | x                        |
| 1798年 | x                       | x                        |
| 1799年 | x                       | x                        |
| 1800年 | 東幕下2枚目 2–0 1預     | x                        |
| 1801年 | 東幕下2枚目 0–0         | x                        |
| 1802年 | 西前頭3枚目 4–1–5       | 西前頭8枚目 7–0–3        |
| 1803年 | 東前頭6枚目 0–0–7       | 東前頭4枚目 5–1–1 2分1預 |
| 1804年 | 番付非掲載 不出場       | 東前頭4枚目 6–2–1 1分    |
| 1805年 | 番付非掲載 不出場       | 番付非掲載 不出場        |
| 1806年 | 番付非掲載 不出場       | 番付非掲載 不出場        |
| 1807年 | 番付非掲載 不出場       | 東前頭2枚目 8–1 1預      |
| 1808年 | 東前頭筆頭 0–0–10       | 東前頭2枚目 7–1–1 1分    |
| 1809年 | 東前頭筆頭 6–1–1 1分1無 | 東前頭2枚目 4–1–3 1預1無 |
| 1810年 | 東前頭筆頭 8–2          | 東前頭2枚目 6–2–1 1分    |
| 1811年 | 東前頭筆頭 7–2–1        | 東前頭2枚目 5–2–2 1預    |
| 1812年 | 番付非掲載 不出場       | 東前頭筆頭 5–2–1 2分     |
| 1813年 | 東小結 6–2–1 1分        | 東小結 5–1–1 2分1無      |
| 1814年 | 東関脇 0–0–10           | 東大関 0–0–10            |
| 1815年 | 番付非掲載 不出場       | 東関脇 6–2–1 1無         |
| 1816年 | 東関脇 5–2 1預          | 東小結 4–3–1 1分1無      |
| 1817年 | 東小結 4–3–2 1無        | 東前頭2枚目 6–2 1分1無   |
| 1818年 | 東小結 5–2–2 1無        | 東前頭筆頭 4–2–2 2無     |
| 1819年 | 西小結 4–1–5            | 西小結 4–3–1 2無         |
| 1820年 | 西小結 2–1–3            | 西前頭筆頭 6–2–1 1無     |
| 1821年 | 西前頭筆頭 5–3–2        | 西前頭2枚目 3–2–3 2無    |
| 1822年 | 西前頭3枚目 引退 0–0–10 | x                        |
| 各欄の数字は、「勝ち-負け-休場」を示す。 優勝 引退 休場 十両 幕下 三賞：敢=敢闘賞、殊=殊勲賞、技=技能賞 その他：★=金星 番付階級：幕内 - 十両 - 幕下 - 三段目 - 序二段 - 序ノ口 幕内序列：横綱 - 大関 - 関脇 - 小結 - 前頭（「#数字」は各位内の序列） |                         |                          |

- 当時は十両の地位が存在せず、幕内のすぐ下が幕下であった。番付表の上から二段目であるため、現代ではこの当時の幕下は、十両創設後現代までの十両・幕下と区別して二段目とも呼ぶ。

### 改名歴
- 絹嶋
- 増見山
- 緋縅 力彌 - ? - 1802年2月場所
- 緋縅 力弥 - 1802年11月場所 - 1818年10月場所
- 緋縅 勝五郎 - 1819年3月場所 - 1822年1月場所